# Schwesternwohnheim (Darmstadt, Schubertweg 1)
Das Schwesternwohnheim ist ein Bauwerk in Darmstadt.

## Geschichte und Beschreibung
Das Schwesternwohnheim wurde im Jahr 1934, als Alterssitz für die Diakonieschwestern, nach Plänen des Architekten Eugen Seibert erbaut.
Stilistisch gehört das zweistöckige Gebäude in die Kategorie des Internationalen Stils der frühen 1930er-Jahre.
Typisch für diesen Architekturstil sind die schmucklosen, glattverputzten Fassaden, das Treppenhaus mit den abgerundeten Ecken, die weit vorspringenden gerundeten Balkone sowie die waagerechten, an den Ecken rund gegossenen Glasfronten; die den Treppenrisalit horizontal gliedern und als einziges Schmuckstück betonen.
Stilistisch ähnelt das Schwesternwohnheim stark dem Alice-Hospital; das zur gleichen Zeit und für denselben Bauherrn von Eugen Seibert geplant wurde.

## Denkmalschutz
Aus architektonischen und stadtgeschichtlichen Gründen ist das Schwesternwohnheim ein Kulturdenkmal.